# ロバート・ディロン (第9代ロスコモン伯爵)
法律上の第9代ロスコモン伯爵ロバート・ディロン（英語: Robert Dillon, 9th Earl of Roscommon、1770年3月25日没）は、アイルランド貴族。

## 生涯
パトリック・ディロン（Patrick Dillon、初代ロスコモン伯爵ジェームズ・ディロンの次男ルーカスの息子ジェームズの息子）とディンフナ・タルボット（Dymphna Talbot、アーサー・タルボットの娘）の息子として生まれた。
早くからフランス陸軍に入り、「ロスコモン連隊」と呼ばれる歩兵連隊の隊長になった。
1746年8月20日に遠縁の親族第8代ロスコモン伯爵ジェームズ・ディロン（初代伯爵の長男ロバートの子孫）が死去すると、爵位の継承権は最近親の男系男子であるロバート・ディロンに移ったが、彼が爵位を名乗ることはなかった。
1770年3月25日に生涯未婚のままパリで死去、同地で埋葬された。死後、爵位の継承権が弟ジョンに移り、ジョンは兄と違いロスコモン伯爵の称号を使用した。